# Волл-стріт
Волл-стріт (англ. Wall Street) — назва невеликої вузької вулиці в нижній частині Мангеттена в місті Нью-Йорк (США), яка йде від Бродвею до набережної річки Іст-Ривер. Вважається історичним центром фінансового району Нью-Йорка. Вулиця знаменита тим, що на ній розташована Нью-Йоркська фондова біржа. У переносному сенсі назва Волл-стріт означає як саму біржу, так і весь фондовий ринок США.
Кілька найбільших фінансових компаній та бірж розташовують свої головні офіси на Волл-стріт, серед них NYSE, NASDAQ, AMEX, NYMEX і NYBOT. Проте більшість великих нью-йоркських фінансових установ переїхали в інші райони нижнього й середнього Мангеттену, в штати Коннектикут або Нью-Джерсі. Одним з останніх фінансових мастодонтів, що залишив офіс на цій вулиці, була компанія JPMorgan Chase, що продала свою будівлю на Волл-стріт, 60, німецькому банку Deutsche Bank у листопаді 2001 року.

## Історія

### Поява Волл-стріт

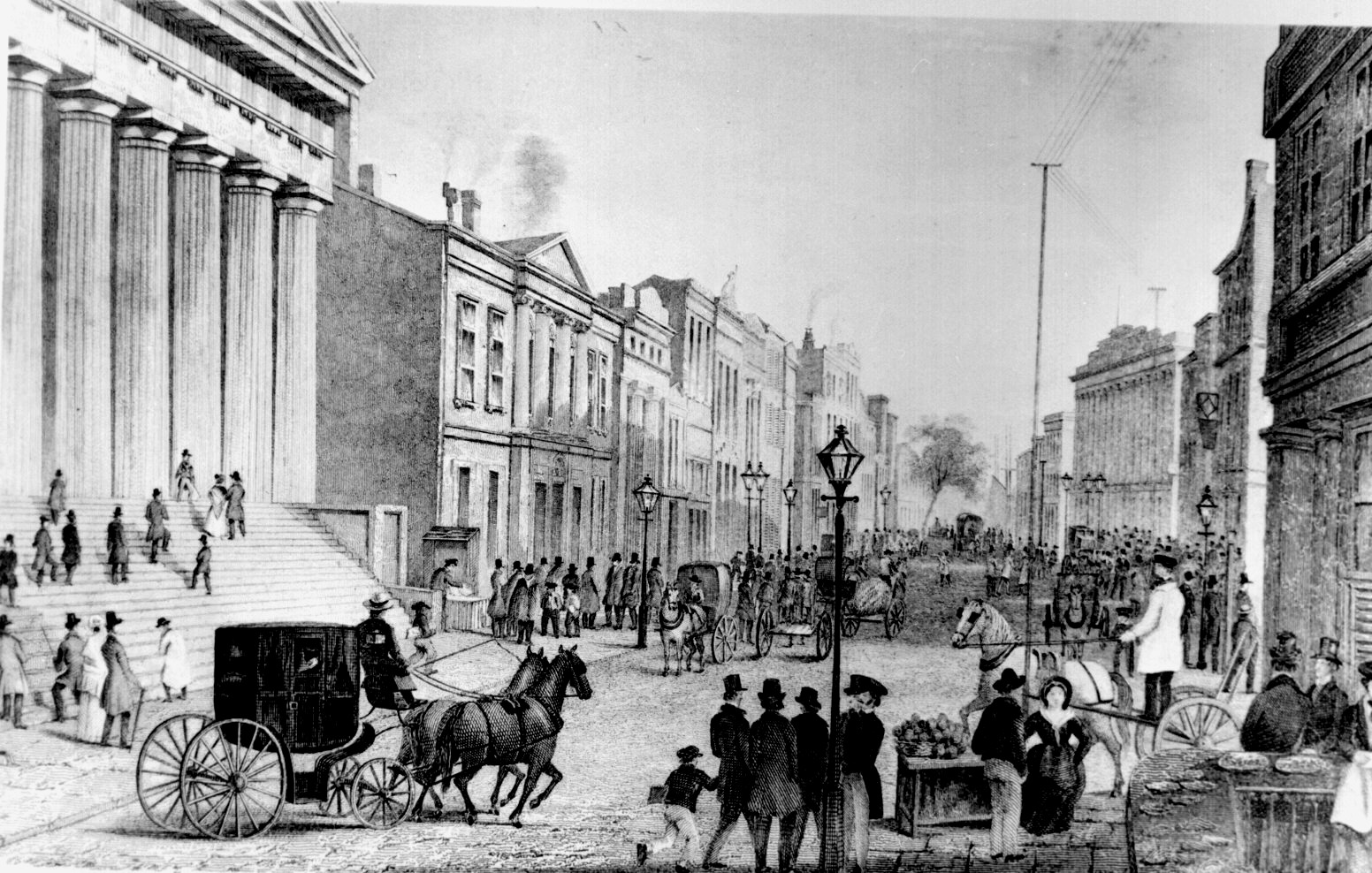
Вид на Волл-стріт на перехрещенні з Бродвеєм, 1867 рік

Назва вулиці походить від міської стіни, яка в 17 столітті була північною межею голландського міста Новий Амстердам (одна з перших назв Нью-Йорка). У 1640-ві роки частокіл та огорожа з дощок відмежовували поселення колонії. Пізніше, за розпорядженням Вест-Індської компанії (West India Company) губернатор голландської колонії Пітер Стаувесант, використовуючи рабську працю, побудував міцніший частокіл. До моменту війни з Англією укріплену 4-метрову стіну з деревини й землі зміцнили створеними 1653 року палісадами. Побудована стіна захищала поселенців від нападів індіанських племен, колоністів Нової Англії і британської армії. 1685 року жителі проклали дорогу вздовж стіни, яку і назвали Волл-стріт, що буквально означає «вулиця стіни». 1699 року стіну зруйнували британці.
Наприкінці 18 століття на початку вулиці росло дерево платан, біля якого продавці й спекулянти торгували інформацією. 1792 року вони вирішили закріпити свою асоціацію «Платановою угодою» (англ. Buttonwood Agreement). Це й стало початком Нью-Йоркської фондової біржі.
1889 року біржовий звіт «Customers Afternoon Letter» став іменуватися Волл-стріт джорнел (англ. The Wall Street Journal), отримавши свою назву від вулиці. Зараз це впливова щоденна ділова газета, що виходить у місті Нью-Йорк. Володіє газетою компанія Dow Jones & Company.

### Занепад і відновлення

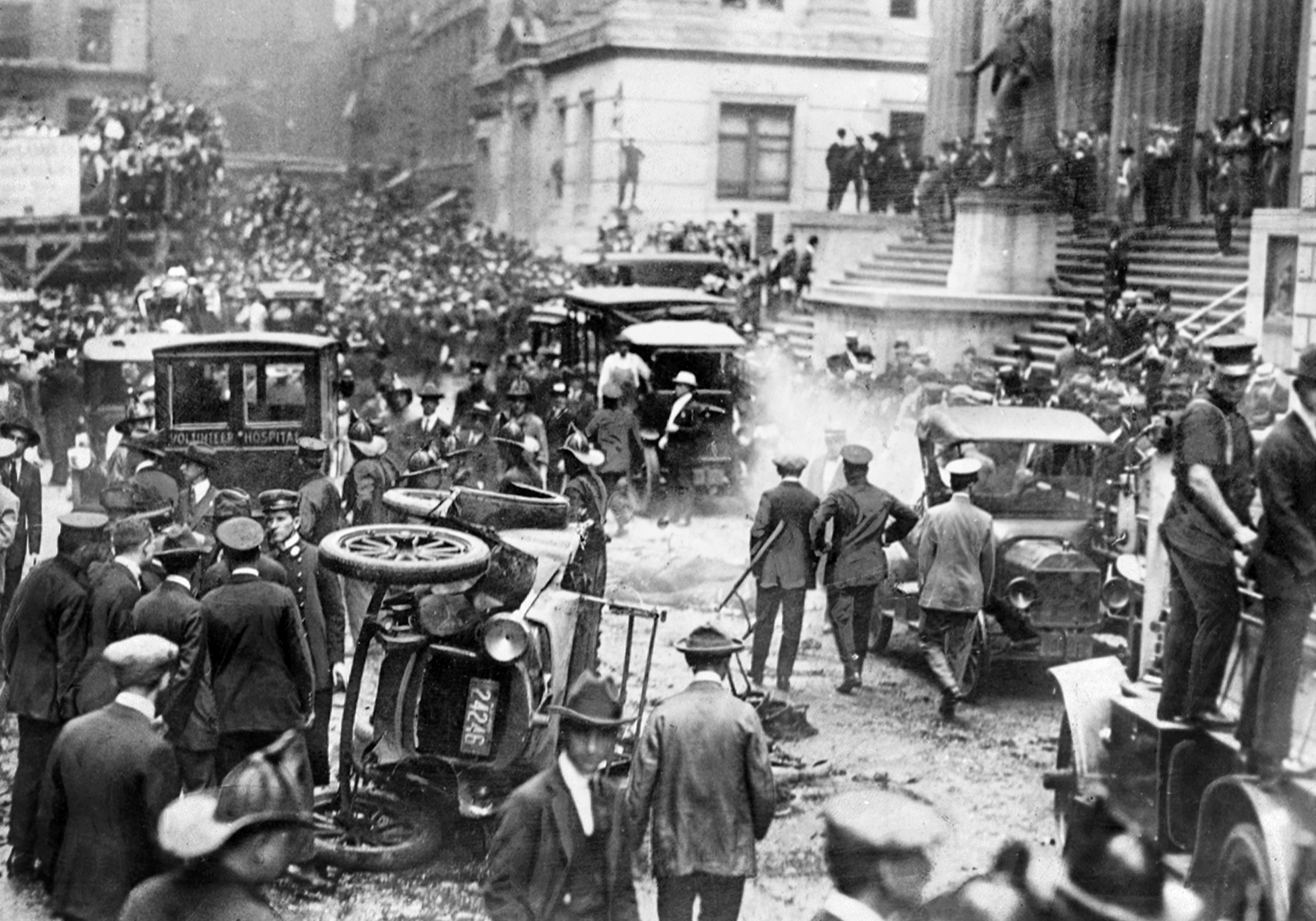
Вибух бомби на Волл-стріт 16 вересня 1920 року

Фінансовий район Мангеттену є одним з найбільших ділових центрів США та другим за величиною в Нью-Йорку після Середньої частини Мангеттену. Наприкінці 19 — початку 20 століття основним бізнесом у місті було будівництво хмарочосів (у суперництві з Чикаго). Фінансовий район навіть сьогодні сам по собі є хмарочосом — що окремо стоїть від Середнього Мангеттену на півночі, але досягає тієї ж висоти.
Будівля Волл-стріт, 23, побудована 1914 року й відома як «Будинок Моргана», довгі роки була найважливішою адресою в американській фінансовій системі. Опівдні 16 вересня 1920 року біля входу в будівлю вибухнула бомба, що призвело до загибелі 40 й поранення приблизно 400 осіб. Незадовго до вибуху в поштову скриньку на перехресті Бродвею і Сідар-стріт підкинули лист з попередженням, яке свідчило: «Пам'ятай, ми більше не терпітимемо один одного. Звільни політичних ув'язнених або будь упевнений — ви всі помрете. Американські борці за анархізм». Хоча існувало безліч версій, хто це зробив і чому, через 20 років ФБР 1940 року закрило справу, не знайшовши злочинців.

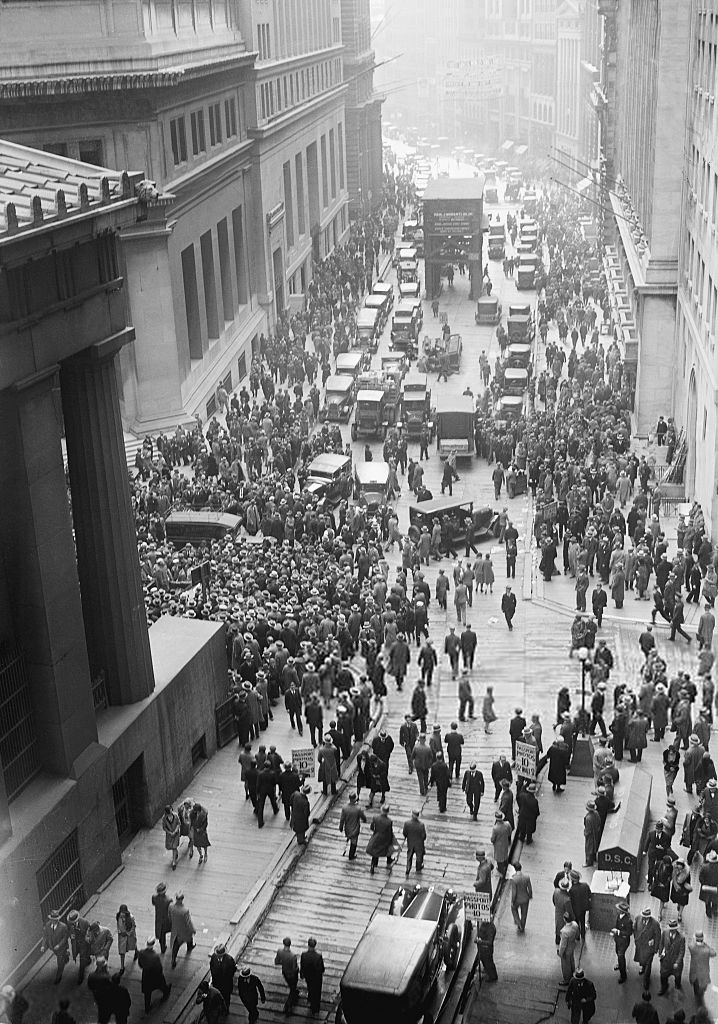
Натовп обговорює крах Фондової біржі

1929 рік приніс так званий «чорний четвер» — фінансовий крах на біржі й Велику Депресію.
З 24 до 29 жовтня ціни акцій на фондовій біржі (котирування) обвалилися, що викликало паніку серед трейдерів. До полудня 11 впливових інвесторів наклали на себе руки.
Індекс Доу-Джонса повернув свій вплив тільки через 26 років 1955 року. У період Великої Депресії район перебував у стані стагнації. Будівництво Всесвітнього торгового центру в 1966-1970 роках, що фінансувалося урядом, було спричинене наміром заохотити економічний розвиток у цьому районі міста.
З відкриттям 1973 року по сусідству Всесвітнього торгового центру багато великих і впливових компаній з Волл-стріт переїхали до цих будівель. Надалі таке сусідство привабило в район і інші крупні корпорації.

### 11 вересня і сучасна історія
Напад 11 вересня 2001 року призвів до падіння ділової активності в районі, унаслідок чого великі компанії почали переїжджати в інші райони міста, а також у сусідні штати й інші ділові центри Америки, як-от Чикаго й Бостон.
Безпосередньо Волл-стріт і фінансовий район загалом переповнені хмарочосами за будь-якими стандартами. Втрата Всесвітнього Торгового Центру, як не дивно, прискорила розвиток у фінансовому районі. Це відбулося зокрема завдяки податковим стимулам, забезпеченим федеральним урядом, урядами штату і міста, заохочуючи відновлення району та його розвиток. Новий комплекс Всесвітнього торгового центру, заснований на проєкті Фонду пам'яті (Memory Foundations) Денієла Лібескінда, перебуває на стадії будівництва, одна будівля комплексу вже відбудована. Центром комплексу буде згідно з цим планом буде 541-метрова Башта свободи. Нові житлові будинки також швидко з'являються в цьому районі й будівлі, які були раніше офісними просторами, перетворюються на житлові, також отримуючи податкові привілеї. До району планується додати кращий транспортний доступ у вигляді нової залізничної гілки та нового транспортного центру на Фултон-стріт[джерело?].